# Масл-бич

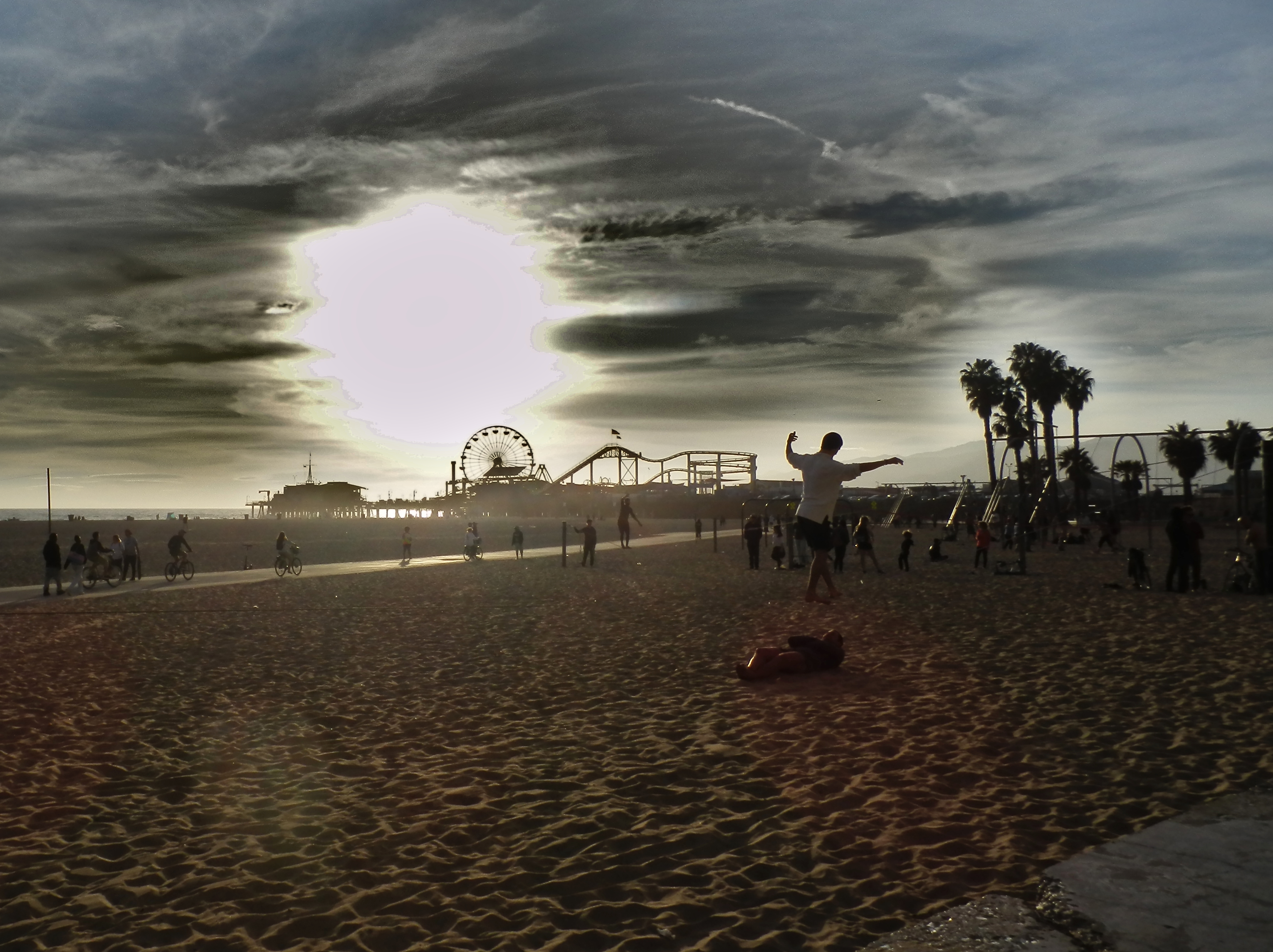
Вид на пирс Санта-Моника с Масл-бич

Масл-бич (англ. Muscle Beach) — место зарождения бума физической культуры в Соединённых Штатах, который начался в 1934 году с преимущественно гимнастических занятий на южной стороне пирса Санта-Моники. Масл-бич Венис (англ. Muscle Beach Venice) — современное название открытой тяжелоатлетической площадки в Венис — отдельном районе Лос-Анджелеса, официально открытой через 18 лет с момента основания Масл-Бич.

## Начало истории Масл-бич
История Масл-бич берёт своё начало в 1930-х годах, когда Управление промышленно-строительными работами общественного назначения установило тренажёры к югу от пирса Санта-Моники. На предоставленном городом оборудовании регулярно проводились популярные гимнастические и акробатические соревнования. Площадка с оборудованием для поднятия тяжестей служила местом тренировок для таких известных культуристов, как Вик Танни, Джек ЛаЛэйн и Джо Голд.

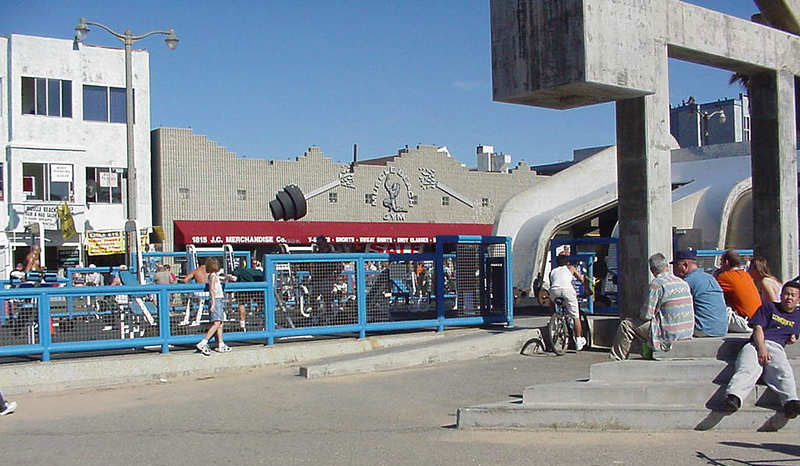
Масл-бич Венис

В 1989 году город Санта-Моника официально переименовал историческую площадку Масл-бич, и сегодня она служит гимнастам, акробатам и молодёжи. Департамент рекреации и парков города Лос-Анджелеса (англ. City of Los Angeles Recreation and Parks Department) сохранил специализацию площадки, связанную с тяжёлой атлетикой и бодибилдингом, и организует мероприятия, связанные с известностью исторической площадки Масл-бич. В 1987 году город Лос-Анджелес официально назвал площадку Масл-бич Венис (англ. Muscle Beach Venice), чтобы отличить его от оригинального Масл-бич в Санта-Монике.
К 1950-м годам Масл-бич приобрёл всемирную известность и помог популяризировать занятия физической культурой, акробатикой и бодибилдингом.
Сегодня это открытая игровая площадка с закрытой зоной, в которой находится оборудование для тяжёлой атлетики. Вторая зона — это песочница с гимнастическими, канатными и акробатическими перекладинами. Городские власти взимают плату за пользование открытым спортзалом.